# Psychotria megalocalyx
Psychotria megalocalyx är en måreväxtart som beskrevs av Johannes Müller Argoviensis. Psychotria megalocalyx ingår i släktet Psychotria och familjen måreväxter. Inga underarter finns listade i Catalogue of Life.